# Valkhofpalts
De Valkhofpalts stond, volgens de overlevering, vanaf ca. 770 gedurende bijna drie eeuwen aan het Valkhof in Nijmegen, dat destijds min of meer aan de rand van het Frankische Rijk lag. 
Het was een van de paltsen die Karel de Grote verspreid over zijn rijk liet bouwen, na zijn koningskroning in 768 te Noyon. In dezelfde periode verrezen de Akense koningspalts en de keizerpalts Ingelheim. Volgens sommigen stond er op deze plek aan het Valkhof al langer een Merovingisch paleis, maar daarover is niets naders bekend.  In de nabijheid van de palts moet toen al enige tijd de Gertrudiskerk hebben gestaan.
De palts moet in 1047 definitief zijn verwoest. Op vrijwel dezelfde plek verrees ongeveer eeuw later de burcht, die werd voltooid door keizer Frederik I Barbarossa.

## Documentatie

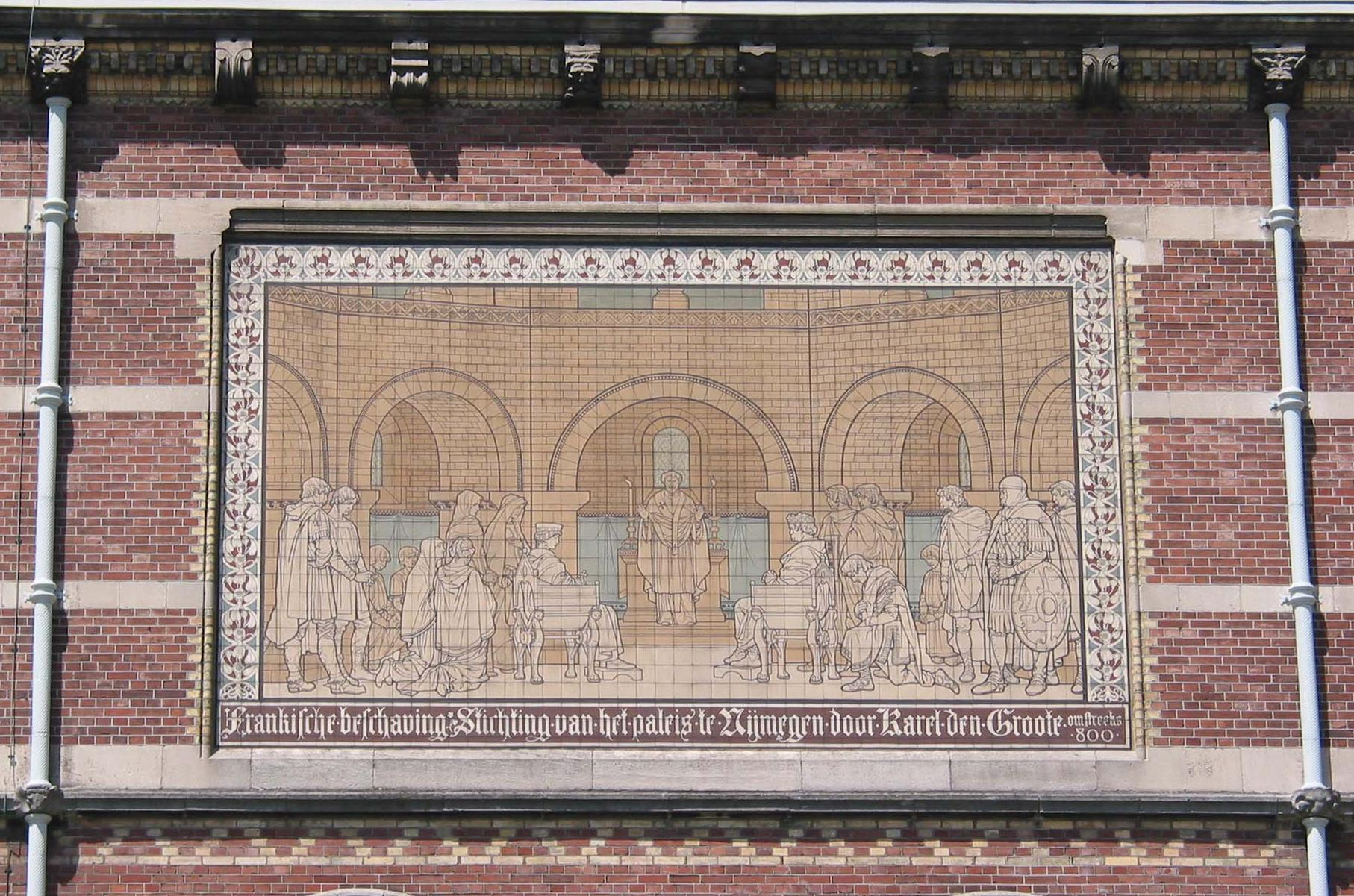
Tegeltableau dat de bouw van het paleis uitbeeldt

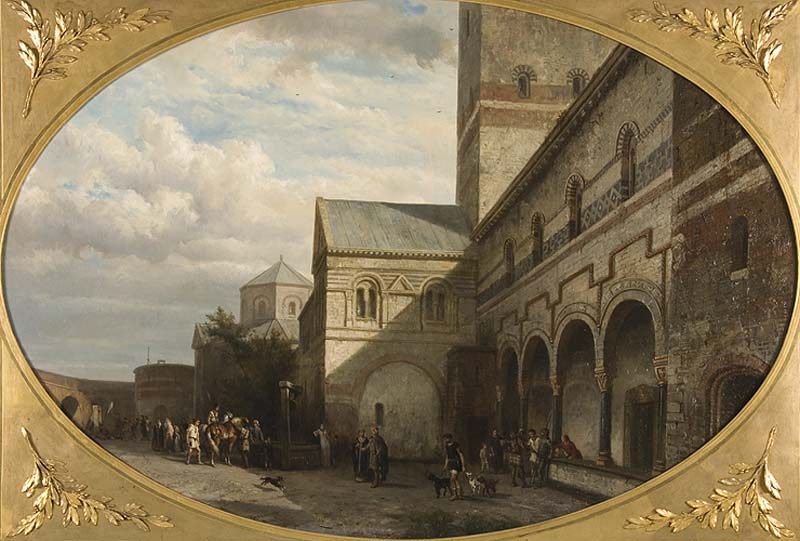
Het Valkhof met de palts, zoals deze plek er omstreeks 800 uit zou kunnen hebben gezien (Cornelis Springer, 1862)

Het oudste bekende document waaruit men het bestaan van de palts afleidt is een oorkonde. Deze is gedateerd op 8 juni 777 en werd opgesteld door Karel de Grote zelf te Niumaga, wat wordt uitgelegd als Nijmegen. Hierin schenkt hij onder meer enkele landgoederen aan de kerk van Utrecht (Traiectum). De oorkonde heeft het over de gouw Flethite met daarin Villa Lisiduna, wat (het landgoed) Leusden zou moeten zijn, en vier "foreesten", ofwel bossen waar jachtrecht gold. Ook wordt de rivier Hemus genoemd; naar men aanneemt is dit de Eem. In de oorkonde staat verder dat deze is opgemaakt  in Niumago palacio publico. Dit duidt erop dat het paleis toen net gebouwd was, al is ook gesuggereerd dat het hier gaat om een ouder Merovingisch paleis op dezelfde plek.
Een andere vroege beschrijving van de palts wordt gegeven door Karel de Grotes persoonlijke biograaf Einhard, in diens Vita Karoli Magni:
[...] Inchoavit et palatia operis egregii, unum haud longe a Mogontiaco civitate, iuxta villam cui vocabulum Ingilenheim, alterum Noviomagi super Vahalem fluvium, qui Batavorum insulam a parte meridiana praeterfluit [...] (vertaling: "Hij bouwde ook twee prachtige paltsen, één die weliswaar niet zo groot is als die in de stad Mainz, maar wel net zoals in Ingelheim en de andere te Noviomagus [Nijmegen] aan de rivier de Vahalis [Waal], die aan de zuidelijke kant langs het eiland der Bataven stroomt [...]")
De palts wordt ook beschreven en geroemd door Regino van Prüm ("een geweldig groot en uitzonderlijk gebouw") in diens kroniek uit 908. In 1080 wordt de palts genoemd door Lambert van Hersfeld ("uitzonderlijk, zonder weerga") en in tweede helft van de 12e eeuw door Rahewin (leerling van Otto van Freising), die de Valkhofpalts noemt samen met die in Ingelheim.

## Bouw
Op de plek waar de palts werd gebouwd had zich tot enkele eeuwen eerder, in de Romeinse tijd, een versterking (castellum) bevonden. De grond werd mogelijk hiervoor geëgaliseerd en twee nog aanwezige binnengrachten werden gedempt. Het precieze bouwjaar is niet bekend, noch is duidelijk hoelang de bouw duurde. Mogelijk was de palts ook nog niet helemaal voltooid ten tijde van Karel de Grotes overlijden, in 814. 

## 8e-9e eeuw

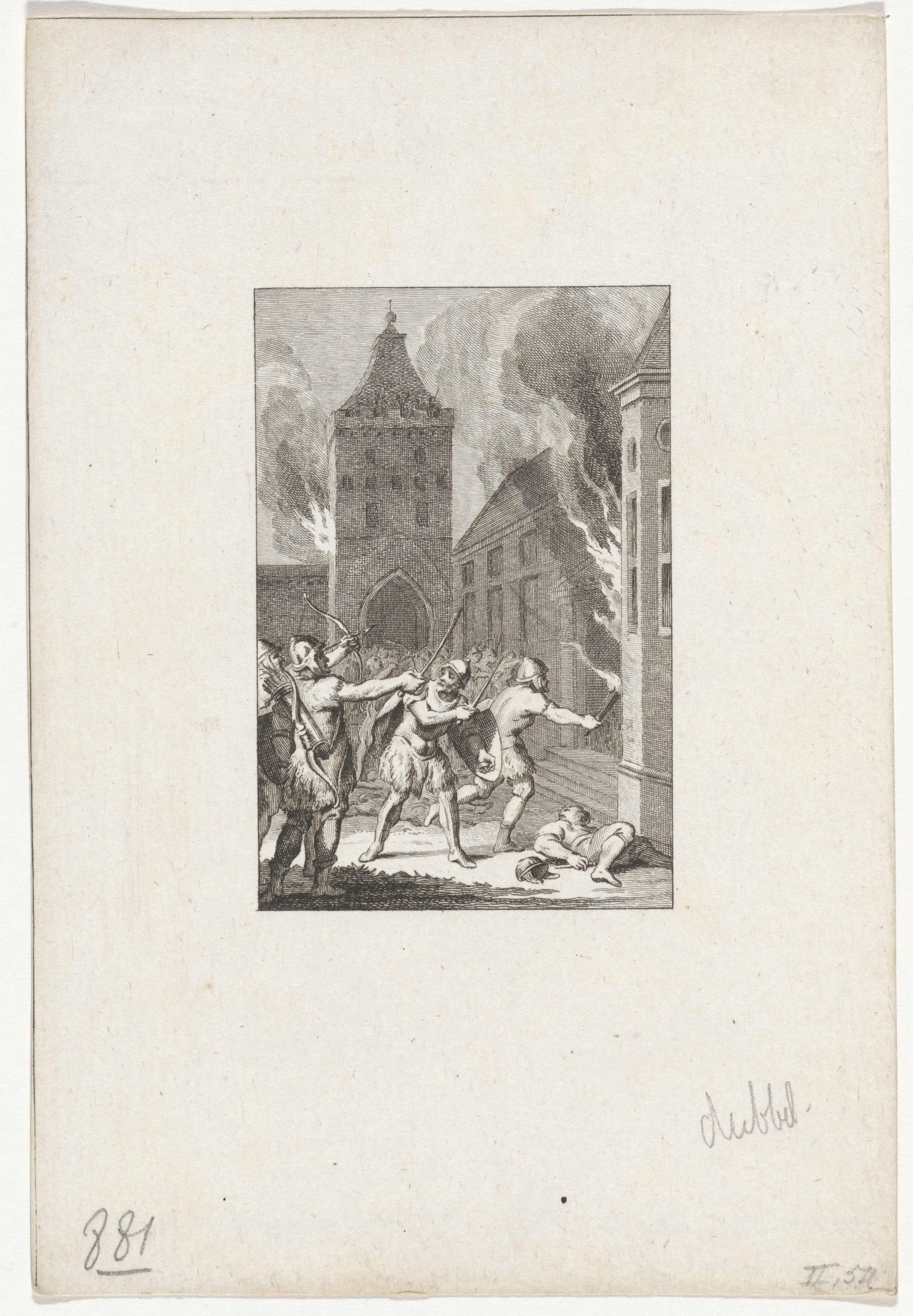
De eerste verwoesting in 881 (prent vervaardigd door Reinier Vinkeles, naar een portret van Jacob Buys

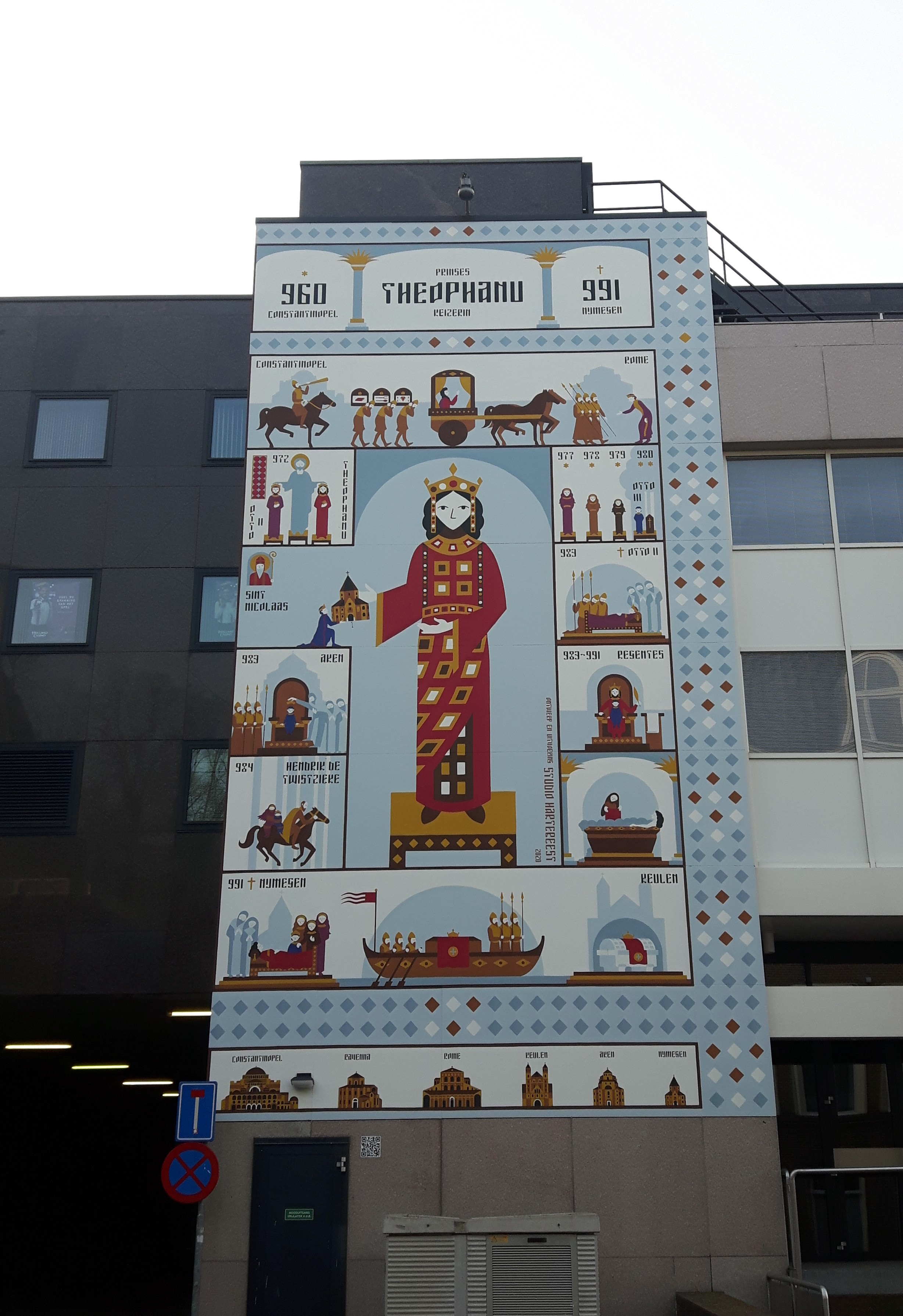
Muurschildering van Theophanu in Nijmegen

De palts diende vooral als adellijke residentie en deels als bestuurscentrum (villa regia). Er moeten aparte bijgebouwen zijn geweest voor het hofpersoneel en hier gelegerde militairen. Wellicht was er plaats voor enkele honderden personen.
Over de bezoeken die Karel de Grote zelf aan de palts bracht, is weinig duidelijk. Naar verluidt zou hij er in het voorjaar van 777 voor het eerst zijn geweest, tijdens Pasen. Vanaf 804 zou hij (inmiddels keizer) de palts wat vaker hebben bezocht. In 806 liet hij er bovendien de verdeling van zijn rijk tussen zijn drie zonen Karel, Lodewijk en Pepijn bezweren. In 808 zou hij er nog een keer zijn geweest. De palts in Nijmegen was volgens sommige historici hoe dan ook "Karel de Grotes meest geliefkoosde verblijfplaats, na Aken".
Lodewijk de Vrome zou er in 815 de Vastentijd hebben doorgebracht. Ook zou hij er in totaal zes keer een landdag gehad hebben. In 827 voerde hij hier bovendien vredesbesprekingen met de Deense koning Horik I; blijkbaar met weinig succes, want elf jaar later volgde een aanval door Deense Vikingen. In 830 zou er ook nog een belangrijk familieberaad zijn geweest om de burgeroorlog te beëindigen.
Verspreid over wat het nu het hele Rijk van Nijmegen is lagen vermoedelijk boerderijen, die de palts van voedsel voorzagen. Ook het Reichswald tot aan Xanten moet bij het gebied dat onder bestuur van de palts stond hebben gehoord, vanwege de jacht en bosbouw.

### Eerste verwoesting
Vanaf 850 kwam een deel van het huidige Nederland in handen van Vikingen, die in de tijd daarvoor hier al hadden geplunderd.
Vikingen afkomstig uit Denemarken namen rond 880 – of misschien al een paar jaar eerder – de palts in, nadat ze eerst een plundertocht langs de Rijn hadden gehouden. Vermoedelijk stonden ze onder leiding van Rorik en/of Godfried Haraldson junior. Ze gebruikten de palts hierna zelf als winterverblijfplaats, tijdens een belegering door Lodewijk de Jongere. Bij hun vertrek, het jaar daarop, (waarvoor ze losgeld betaalden) staken ze de palts in brand. De palts moet echter niet lang daarna weer zijn herbouwd.

## 10e - 11e eeuw
De herbouwde palts speelde gedurende de 10e een deel van de 11e eeuw nog een belangrijke rol, tijdens de Ottoonse en de Salische tijd. De keizers die daarna over het Duitse rijk regeerden – zoals Otto I, Otto III, Hendrik II, Koenraad II en Hendrik III – verbleven hier regelmatig voor hun regeringsdaden. Koninklijke en keizerlijke hofdagen vonden dan ook vaak hier plaats. De strategische ligging van Nijmegen vanaf de tweede helft van de 9e eeuw, als grensplaats ten opzichte van andere delen van het rijk, was hierbij mogelijk een meespelende factor.  Over de bestuurlijke zaken die er in deze tijd werden geregeld zijn weinig precieze details bekend; van de bewaard gebleven oorkonden was ongeveer de helft bedoeld voor ontvangende partijen (personen of instellingen) in het hertogdom Lotharingen of het gebied dat nu Nederland is.
Keizer Otto III is naar verluidt geboren in het Ketelwoud, terwijl zijn moeder – keizerin Theophanu, van oorsprong een Byzantijnse prinses – onderweg was van Aken naar de palts in Nijmegen. Hij was er een van een tweeling, de andere pasgeborene overleefde het niet. In 991 overleed Theophanu zelf in de palts.
Op 8 mei 997 was Otto III aanwezig in de palts. Hij bemiddelde met succes in een geschil tussen de abt van het klooster Elten en graaf Balderik van Kleef over door graaf Wichman aan het klooster geschonken bezittingen.
In de 11e, of misschien al aan het eind van de 10e eeuw, werd in of nabij de palts de Sint-Nicolaaskapel gebouwd. Dit is een van de weinige romaanse bouwwerken die in deze omgeving tot op heden bewaard zijn gebleven. Deze kapel werd gebouwd naar voorbeeld van de Karolingische paltskerk in Aken. Tot en met de 19e eeuw werd algemeen aangenomen dat deze kapel vanaf het begin een integraal onderdeel van de palts zelf was geweest. De kapel zou in dat geval dus ook al in de 8e eeuw zijn gebouwd. Volgens nieuwere inzichten heeft de kapel echter toch geen Karolingische kern. Bovendien dateert de kapel pas van omstreeks het jaar 1000 of nog iets later. Hij zou kunnen zijn gesticht door Otto III en was wellicht opgedragen aan diens moeder, die niet lang daarvoor aan het Valkhof was overleden. Volgens andere verklaringen werd de kapel door Theophanu zelf gesticht; dan zou de kapel al tussen 972 en 991 zijn gebouwd.
Keizer Koenraad II moet gedurende het grootste deel van 1026 in de palts hebben verbleven.

### Nieuwe verwoesting (1047) en eerste tijd daarna
In 1047 werd de palts weer verwoest, nu tijdens een opstand tegen keizer Hendrik III onder Godfried II van Opper-Lotharingen, de hertog van Brabant en Lotharingen Omtrent de gebeurtenissen aan het Valkhof van de eerste tijd daarna is weinig duidelijk. Mogelijk zijn de overblijfselen van de palts geheel verdwenen. Men is echter ook vaak uitgegaan van het idee dat de palts na 1047 alleen gedeeltelijk was beschadigd en later opnieuw is herbouwd, als de 12e-eeuwse Valkhofburcht van Barbarossa. 
Keizer Hendrik IV zou in 1075 nog te Nijmegen zijn geweest. In 1125 zou ook de zieke keizer Hendrik V, op zijn reis naar Utrecht, Nijmegen hebben aangedaan. Dit lijken dus aanwijzingen dat er er toen alweer een bruikbare residentie was.

## Overblijfselen en visuele reconstructies
Van de Valkhofpalts zijn tot op heden zeer weinig duidelijke archeologische sporen teruggevonden. Van het schaarse materiaal dat wel is overgeleverd, staat de precieze herkomst niet vast. Zodoende is het zeer moeilijk om een enigszins betrouwbare visuele reconstructie van de palts te maken.
In het Valkhof Museum bevindt zich een Karolingisch kapiteel, waarvan wordt verondersteld dat het van de palts afkomstig is. Het is van kalksteen en dateert volgens schattingen uit de periode 775-800 n.Chr.
Met name sinds de 18e eeuw zijn er pogingen tot visuele reconstructie gedaan, onder meer door Jacobus Buys en Cornelis Springer. De palts wordt hier veelal in een romaanse bouwstijl vormgegeven. Vooralsnog berusten deze reconstructies louter op fantasie.

## Varia
- Vanwege dit deel van zijn geschiedenis (wellicht ook vanwege keizer Barbarossa) heeft Nijmegen later de bijnaam "Keizerstad" gekregen.[40] Ook de naam van het Keizer Karelplein herinnert tot op de dag van vandaag aan de Karolingische tijd.
- Op de hoek van de Vleeshouwerstraat en de Veerponttrappen is op de zijwand van het Holland Casino Nijmegen tegenwoordig een muurschildering aangebracht, die het leven van Theophanu uitbeeldt.